# Галаев, Пётр Андреевич
Пётр Андре́евич Гала́ев (1879, Ново-Осетинская — 4 февраля 1918, Энем) — российский военачальник, войсковой старшина, участник Первой мировой войны и Белого движения.

## Биография
Родился Галаев Пётр Андреевич около 1879 года. Терский казак-осетин, Пётр был из семьи войскового старшины Андрея Галаева. По сообщению земляка Галаева генерала Лотиева, отец будущего главы кубанских правительственных войск пользовался большим уважением в станице как выдающийся наездник и танцор лезгинки.
В 1897 году Пётр Андреевич закончил пять классов Владикавказского реального училища. В 1900 году окончил Новочеркасское казачье юнкерское училище, откуда был выпущен в звании подхорунжего. После чего служил в Кубанском пластунском батальоне.
С 1910 года Галаев уже офицер 1-го Лабинского (Линейного конного) полка Кубанского Войска 2-й Сводно-Казачьей дивизии, в составе которой Пётр Андреевич заслужил офицерский золотой призовой жетон «За рубку». В 1913 году Пётр Андреевич Галаев сотник 2-го Черноморского полка Кубанского Войска. С началом Первой мировой войны, в период с 1914 по февраль 1917 года, Галаев со своим полком участвует в боях на Западном фронте. В феврале 1917 года Галаев был произведён в войсковые старшины, и переброшен с полком на Турецкий фронт.

### Гражданская война
С началом Гражданской войны на Кубани для борьбы с большевиками начинается формирование добровольческих отрядов. Пётр Андреевич Галаев в числе первых принимается за дело, приступив к организации в Екатеринодаре партизанского отряда из офицеров и учащихся (юнкеров) Кубанского Софийского училища (так называемая 1-я Киевская Софийская школа прапорщиков). Сформированный им отряд численностью около 300 человек и отряд капитана Виктора Леонидовича Покровского (численностью до 200 человек) являлись основным ядром всей кубанской армии, а в течение января и февраля 1918 года — практически единственной опорой Екатеринодара и военной силой Кубанского правительства. В их задача входило разоружение проходивших с Турецкого фронта воинских эшелонов и караульная служба. В январе 1918 года Галаев был назначен Главой правительственных войск Кубани.
При поддержке атамана Александра Петровича Филимонов, избранного на пост председателя Кубанского войскового правительства (Галаев и Филимонов были знакомы, служили вместе в Лабинском полку), Пётр Андреевич становится Главой правительственных войск Кубани. Об отношении Галаева к большевикам впоследствии скажет его современник, полковник Фёдор Иванович Елисеев. Присутствуя в 1914 году в чине хорунжиего на Кавказских лагерных сборах, Елисеев был свидетелем того, как Галаев танцевал лезгинку. И именно вспоминая те впечатления, он напишет о Галаеве:
Он особенно изящно, что свойственно только природному горцу, прошёл-проплыл со мною круг, и когда мы стали делать па на пальцах, я увидел, как его крупное лицо сжалось в дикую гримасу, он бросил правую руку к своей кобуре, выхватил револьвер и все семь пуль разрядил себе под ноги с таким азартом, словно кого-то хотел убить. Подчиняясь этому инстинкту, чего у меня никогда не было, я выхватил свой Наган и все семь пуль выпустил в потолок. Овациям не было конца. Галаев подошел ко мне и крепко пожал руку, улыбаясь…
В январе 1918 года я узнал, что войсковой старшина Галаев является Главою Правительственных войск Кубани, и мне это было особенно приятно. Вспомнив же лезгинку и тот момент, когда он зверски бросился к своему револьверу, я понял, что он своею чистою и порывистою душой не мог иначе реагировать на насилия красных, как взявшись за оружие.
— Елисеев Ф. И.

### Первый бой на Кубани
3 февраля (по старому стилю 21 января) Кубанское правительство получило требование красных о сдаче Екатеринодара. Силы большевиков составляли демобилизованные части 39-й пехотной дивизии 1-го Кавказского армейского корпуса в количестве от 4 до 6 тысяч человек. Первоначально они двигались в эшелонах со стороны Новороссийска в сторону кубанской границы. Но доехав до станции станции Георгие-Афипской, большевики покинули свои вагоны и двинулись в сторону станции Энем пешком. Предполагается, что это было предпринято для того, чтобы оградить фронтовиков от пагубного влияния «буржуазно-эсеровских» агитаторов (на встречу эшелону как раз двигался пассажирский поезд). На подходе к Энему отряд прочесал аул Тахтамукай, где красные «разоружили сотню черкесов, нёсших гарнизонную службу» (причем рядовые черкесы были распущены по домам, а офицеры взяты в плен).
К этому времени Кубанское правительство располагало сила в размере 500—700 человек, куда входили офицерский отряд Галаева (включая организованную ротмистром К. К. Улагаем из черкесов сотню в 200 сабель при 11—12 пулемётах: 2 лёгких Льюиса, остальные пулемёты Максим), гвардейский дивизион юнкеров Кубанского Софийского училища, мобилизованные казаки станицы Пашковской, Черкесский полк Туземной дивизии и около 150—200 «неорганизованных» черкесов.
Рано утром 4 февраля (по старому стилю 22 января) 1918 года Галаев со своим отрядом (усиленным ещё четырьмя орудиями) выдвинулся по направлению к Энему. Выбрав место на пути продвижения красных (узкую и длинную теснину шириной около 35 метров с двух сторон окружённую непроходимыми плавнями), Пётр Андреевич оценил удобство позиции, которая бы не позволила превосходящим силам противника в должной мере развернуться и маневрировать, занял оборону.
Все атаки и попытки красных преодолеть теснину были отбиты. Бой продолжался до вечера, большевики несли большие потери. Около шести часов вечера отряд капитана Виктора Покровского численностью 160 человек (по другим данным в отряде Покровского было менее 100 человек) обошёл плавни с юга, через аул Тахтамукай, и ударил наступавшим в тыл. Красные оказались в окружении и, понеся серьёзные потери и оставив артиллерию, большевистский отряд был вынужден отступить, разбившись на несколько групп. Потери со стороны кубанцев были незначительны, среди убитых в том числе были командир отряда Галаев, командир пулемётного взвода прапорщик Татьяна Бархаш, прапорщик Моисеенко.
После разгрома под Энемом и взятия 7 февраля станции Георгие-Афипской (куда отступила одна из групп большевиков) капитаном Покровским, возглавившим объединённые отряды (объединённый отряд был назван «Спасение Кубани»), красные долгое время не решались переходить к наступательным действиям на Новороссийском направлении.
9 февраля 1918 года Пётр Андреевич Галаев был торжественно похоронен в Екатеринодаре. В память о Петре Андреевиче именем Галаева была названа 1-я Кубанская добровольческая батарея имени войскового старшины Галаева. В дальнейшем именитая батарея при образовании Кубанского отряда влилась в Сводную Кубанскую офицерскую батарею. Так же известно о более мелких частях, как, например, конная сотня имени войскового старшины П. А. Галаева численностью в около 50 офицеров. Спустя год, 22 января 1919 года, в первую годовщину формирования отряда «Спасение Кубани», в Екатерининском соборе Екатеринодара была отслужена панихида по павшим Петру Галаеву и другим погибшим.
Спустя много лет, в своих мемуарах об организации власти на Кубани в годы Гражданской войны, атаман Александр Петрович Филимонов (в то время занимавший пост председателя Кубанского войскового правительства) скажет о Галаеве так:
На фоне уже тогда обнаружившейся распущенности, разврата, шарлатанства и авантюризма Галаев выгодно выделялся благородством своего поведения, мужеством и непреклонной волею бескорыстно служить краю и народу. Он первый объединил офицеров екатеринодарского гарнизона и в самую трудную, опасную минуту буквально грудью своей и преданных ему партизан заслонил Екатеринодар от напора вдесятеро превосходящего численностью противника и спас положение.
Галаев, несомненно, подготовил капитану Покровскому его победу у станицы Георгие-Афипской 24 января.
— Филимонов А. П.